# Peter Beardsley
Peter Andrew Beardsley (Hexham, 18 januari 1961) is een voormalig betaald voetballer uit Engeland, die speelde als aanvaller gedurende zijn carrière. Hij kwam het grootste deel van zijn loopbaan uit voor Liverpool en Newcastle United.

## Interlandcarrière
Beardsley speelde 59 keer voor de nationale ploeg van Engeland, en scoorde negen keer in de periode 1986-1996. Onder leiding van bondscoach Bobby Robson maakte hij zijn debuut op 29 januari 1986 in de vriendschappelijke uitwedstrijd tegen Egypte (0-4) in Caïro, net als Danny Wallace van Southampton. Hij viel in dat duel na 55 minuten in voor Gary Lineker. Beardsley nam met Engeland deel aan het WK voetbal 1986, het EK voetbal 1988 en het WK voetbal 1990.
| Interlanddoelpunten | Interlanddoelpunten | Interlanddoelpunten | Interlanddoelpunten    | Interlanddoelpunten | Interlanddoelpunten | Interlanddoelpunten | Interlanddoelpunten |
| #                   | Datum               | Locatie             | Wedstrijd              | Goal(s)             | Score               | Uitslag             | Wedstrijd           |
| ------------------- | ------------------- | ------------------- | ---------------------- | ------------------- | ------------------- | ------------------- | ------------------- |
| 1                   | 17/05/1986          | Los Angeles         | Engeland – Mexico      | 37'                 | 3 – 0               | 3 – 0               | Oefenduel           |
| 2                   | 18/06/1986          | Mexico-Stad         | Engeland – Paraguay    | 56'                 | 2 – 0               | 3 – 0               | WK-eindronde        |
| 3                   | 14/10/1987          | Londen              | Engeland – Turkije     | 62'                 | 6 – 0               | 8 – 0               | EK-kwalificatie     |
| 4                   | 11/11/1987          | Belgrado            | Joegoslavië – Engeland | 4'                  | 0 – 1               | 1 – 4               | EK-kwalificatie     |
| 5                   | 21/05/1988          | Londen              | Engeland – Schotland   | 12'                 | 1 – 0               | 1 – 0               | Stanley Rous Cup    |
| 6                   | 26/04/1989          | Londen              | Engeland – Albanië     | 12'                 | 2 – 0               | 5 – 0               | WK-kwalificatie     |
| 7                   | 26/04/1989          | Londen              | Engeland – Albanië     | 64'                 | 3 – 0               | 5 – 0               | WK-kwalificatie     |
| 8                   | 17/10/1990          | Londen              | Engeland – Polen       | 90'                 | 2 – 0               | 2 – 0               | EK-kwalificatie     |
| 9                   | 17/05/1994          | Londen              | Engeland – Griekenland | 37'                 | 3 – 0               | 5 – 0               | Oefenduel           |

## Erelijst
Liverpool
- Football League First Division

1988, 1990
- FA Cup

1989
- Charity Shield

1988, 1989, 1990